# 東岩瀬町
東岩瀬町（ひがしいわせまち）は、かつて富山県上新川郡にあった町。

## 地理
北側は富山湾に面する。

## 歴史
三津七湊のひとつである岩瀬湊として知られ、江戸時代には北前船の寄港地として栄えた。

### 沿革
- 1889年（明治22年）4月1日 - 町村制の施行により、上新川郡東岩瀬町、東岩瀬村及び西宮村の区域をもって、上新川郡東岩瀬町が発足する。町役場は当初、東岩瀬町151番地の民家を借り上げていた[2]。
- 1898年（明治31年）5月17日 - 大町木谷焼（大火）が発生、町役場も類焼[2]。
- 1899年（明治32年）12月31日 - 木造2階建ての庁舎を新築[2]。
- 1932年（昭和7年） - この年から翌1933年（昭和8年）にかけて大広田村との合併論議が起こったが、大広田村が町村税率の高い東岩瀬町に合併する事に反対したため、実現しなかった[3]。また、1938年（昭和13年）7月7日にも合併の機運が起き[4]、大広田村と合併についての懇談をしたが、不調に終わっている[3]。
- 1940年（昭和15年）9月1日 - 上新川郡東岩瀬町が富山市に編入する。

## 経済

### 農業
『大日本篤農家名鑑』によれば東岩瀬町の篤農家は、「岩田健一郎、山本勇次、酒井平二、成瀬一郎、古市藤太郎、青木辰次郎、杉本安平、畠山小兵衛、森正太郎」などがいた。

### 漁業
砂浜である海岸では漁業が行われていた。神通川河口は水産物の集散地となっていた。

### 工業
絹織物、製薬工場のほか、近代化学工場も建設されていた。

## 行政

### 歴代戸長・町長
個別に出典が提示されていない箇所の出典→
1. 内山良連（戸長、1884年7月23日 - 1886年12月29日）
2. 馬場道久（戸長、1886年12月29日 - 1889年11月1日）
3. 森正太郎（以下、町長、1889年12月17日 - 1889年12月21日）
4. 沢辺清太郎（1890年3月5日 - 1894年6月24日）
5. 岩田忠益（1894年10月15日 - 1900年11月17日）
6. 岩田建一郎（1900年5月10日 - 1907年10月）
7. 山本勇次（1908年1月10日 - 1917年1月18日）
8. 岩上政寛（1917年1月27日 - 1918年9月23日）
9. 佐野国実（1918年12月28日 - 1922年12月27日）
10. 米田元吉郎（1923年7月6日 - 1923年12月26日）
11. 石原拓（1923年12月28日 - 1925年7月22日）
12. 高見之通[8]（1926年1月15日 - 1926年11月27日）
13. 畠山小兵衛（1927年1月10日 - 1931年1月9日）
14. 佐渡伝二（1931年4月6日 - 1937年7月22日）
15. 宮城彦次郎（1938年1月18日 - 1940年4月27日）
16. 米田元吉郎（1940年5月23日 - 1940年9月1日）

## 娯楽
- 岩瀬東映歌舞伎座 - 劇場・映画館。
- みなと劇場 - 劇場・映画館（1974年までに廃止）[9]。